# Изложба „Нови чланови” (1972)
Изложба „Нови чланови” се одржала у периоду од 31. марта до 9. априла 1972. године у Галерији Удружења ликовних уметника Србије, у улици Вука Караџића 10.

## Уметнички савет
Избор радова за изложбу је извршио Уметнички савет Удружења ликовних уметника Србије у следећем саставу:
- Сликарска секција
  - Иван Табаковић
  - Даница Антић
  - Божидар Ковачевић
  - Александар Дедић
  - Мића Поповић
  - Милић Станковић

- Вајарска секција
  - Никола Милуновић
  - Душан Гаковић
  - Милун Видић

- Графичка секција
  - Бошко Карановић
  - Марко Крсмановић
  - Богдан Кршић

## Излагачи
1. Нанди Анимеш
2. Коста Бунушевац
3. Љиљана Буба Бурсаћ
4. Чедомир Васић
5. Бранислав Вујичић
6. Цветан Димовски
7. Вељко Зечевић
8. Зоран Јовановић
9. Никола Клисић
10. Милан Маринковић
11. Анте Мариновић
12. Бранимир Мијушковић
13. Здравко Милинковић
14. Мирослава Милинковић
15. Љубица Мркаљ
16. Неша Париповић
17. Рајко Петковић
18. Љиљана Меденица Петровић
19. Медош Драгић Петровић
20. Нада Радојчић
21. Владанка Рашић
22. Јеленка Степић
23. Милан Узелац